# أروكاريا حرجية
أروكاريا حرجية (الاسم العلمي: Araucaria nemorosa) هي نوع من النباتات يتبع جنس الأروكاريا من الفصيلة الأروكارية.